# Penys del Clot del Capó
Els Penys del Clot del Capó és una muntanya de 632 metres que es troba al municipi del Pont d'Armentera, a la comarca de l'Alt Camp.